# 新疆生产建设兵团第二师三十三团
新疆生产建设兵团第二师三十三团是中华人民共和国新疆生产建设兵团第二师下辖的一个团，与新疆维吾尔自治区铁门关市营盘镇实行“团镇合一”的管理体制。

## 行政区划
新疆生产建设兵团第二师三十三团下辖以下单位：
团部、一连、二连、三连、五连、六连、八连、九连、十连、十一连、农一队、农三队、十二连、林一连、二社区、一十六连、四连、十五连、七连、一十八连、一十九连、二十连、一十七连和蛭石矿生活区。